# Chris Christie
Chris Christie là thống đốc thứ 55 của tiểu bang New Jersey, Hoa Kỳ. Ông bắt đầu giữ chức vụ này từ ngày 19 tháng 1, năm 2010.